# ۶۶ دلو
۶۶ دلو یک ستاره است که در صورت فلکی دلو قرار دارد.